# Molophilus diversilobus
Molophilus diversilobus är en tvåvingeart som beskrevs av Alexander 1960. Molophilus diversilobus ingår i släktet Molophilus och familjen småharkrankar.
Artens utbredningsområde är Pakistan. Inga underarter finns listade i Catalogue of Life.